# East London line
Az East London line a londoni metróhálózat egyik eleme volt, amit további fejlesztések miatt 2007. december 22-én lezártak. A hálózat térképein narancssárga színnel jelölték. A teljes vonal a 2. zónában haladt, az East End és a Dokknegyed területeken keresztül, észak–déli irányban.
Az üzemeltető Transport for London (TfL) 10 millió fontos befektetéssel, 2010-re a London Overground hálózatának részévé tette a vonalat. Az East London line így része lett a London külvárosi területeit összekötő vasútvonalaknak.
A vonalat a Temze-alagúton keresztül 1869-ben nyitotta meg az East London Railway Company, ez volt a londoni metró infrastruktúrájának legöregebb része. Számos cég üzemeltette a metróvonalat, eredetileg hat, később kettő. Az East London line 1933-ban vált a londoni metróhálózat tagjává. A vonal nyolc állomásából négy a felszínen található.

## Fordítás
- Ez a szócikk részben vagy egészben  az   East London line című angol Wikipédia-szócikk fordításán alapul.  Az eredeti cikk szerkesztőit annak laptörténete sorolja fel. Ez a jelzés csupán a megfogalmazás eredetét és a szerzői jogokat jelzi, nem szolgál a cikkben szereplő információk forrásmegjelöléseként.